# Тацкио (Фиренца)
Тацкио је насеље у Италији у округу Фиренца, региону Тоскана.
Према процени из 2011. у насељу је живело 63 становника. Насеље се налази на надморској висини од 54 м.